# 斯科特·波拉德
斯科特·波拉德（英語：Scot Pollard，1975年2月12日—），出生于犹他州默里，美国前职业篮球运动员。